# Шола Амеоби
Фолувашола Амеоби (енгл. Foluwashola Ameobi; Зарија, 12. октобар 1981) бивши је нигеријски фудбалер који је играо на позицији нападача.
Највећи део своје каријере провео је у Њукасл јунајтеду, а касније је наступао за још пет клубова, међу којима је највише одиграо утакмица за Нотс каунти у ком је и завршио каријеру.
За репрезентацију Нигерије одиграо је десет утакмица и био у њеном саставу на СП 2014.

## Статистика каријере

### Репрезентативна
| Репрезентација | Година | Наступи | Голови |
| -------------- | ------ | ------- | ------ |
| Нигерија       | 2012   | 1       | 0      |
| Нигерија       | 2013   | 4       | 2      |
| Нигерија       | 2014   | 5       | 0      |
| Укупно         | Укупно | 10      | 2      |

## Трофеји
Њукасл јунајтед
- Чемпионшип: 2009/10.
- Интертото куп: 2006.